# San Miguel de Cozumel
San Miguel de Cozumel är en ort i Mexiko.   Den ligger i kommunen Cozumel och delstaten Quintana Roo, i den östra delen av landet, 1 300 km öster om huvudstaden Mexico City. San Miguel de Cozumel ligger 6 meter över havet och antalet invånare är 73 934. Den ligger på ön Isla Cozumel.
Terrängen runt San Miguel de Cozumel är mycket platt. Havet är nära San Miguel de Cozumel åt nordväst. Runt San Miguel de Cozumel är det ganska tätbefolkat, med 139 invånare per kvadratkilometer. Närmaste större samhälle är Playa del Carmen, 19,8 km nordväst om San Miguel de Cozumel. I omgivningarna runt San Miguel de Cozumel växer i huvudsak städsegrön lövskog.